# Mandres-en-Barrois
Mandres-en-Barrois – miejscowość i gmina we Francji, w regionie Grand Est, w departamencie Moza.
Według danych na rok 1990 gminę zamieszkiwało 141 osób, a gęstość zaludnienia wynosiła 8 osób/km² (wśród 2335 gmin Lotaryngii Mandres-en-Barrois plasuje się na 904. miejscu pod względem liczby ludności, natomiast pod względem powierzchni na miejscu 247.).